# فلوربيبروفين
فلوربيبروفين وهو مضاد التهاب لا ستيرويدي يستخدم لعلاج التهاب المفاصل وكمسكن وخافض حرارة